# Жизнь Шарлотты Бронте

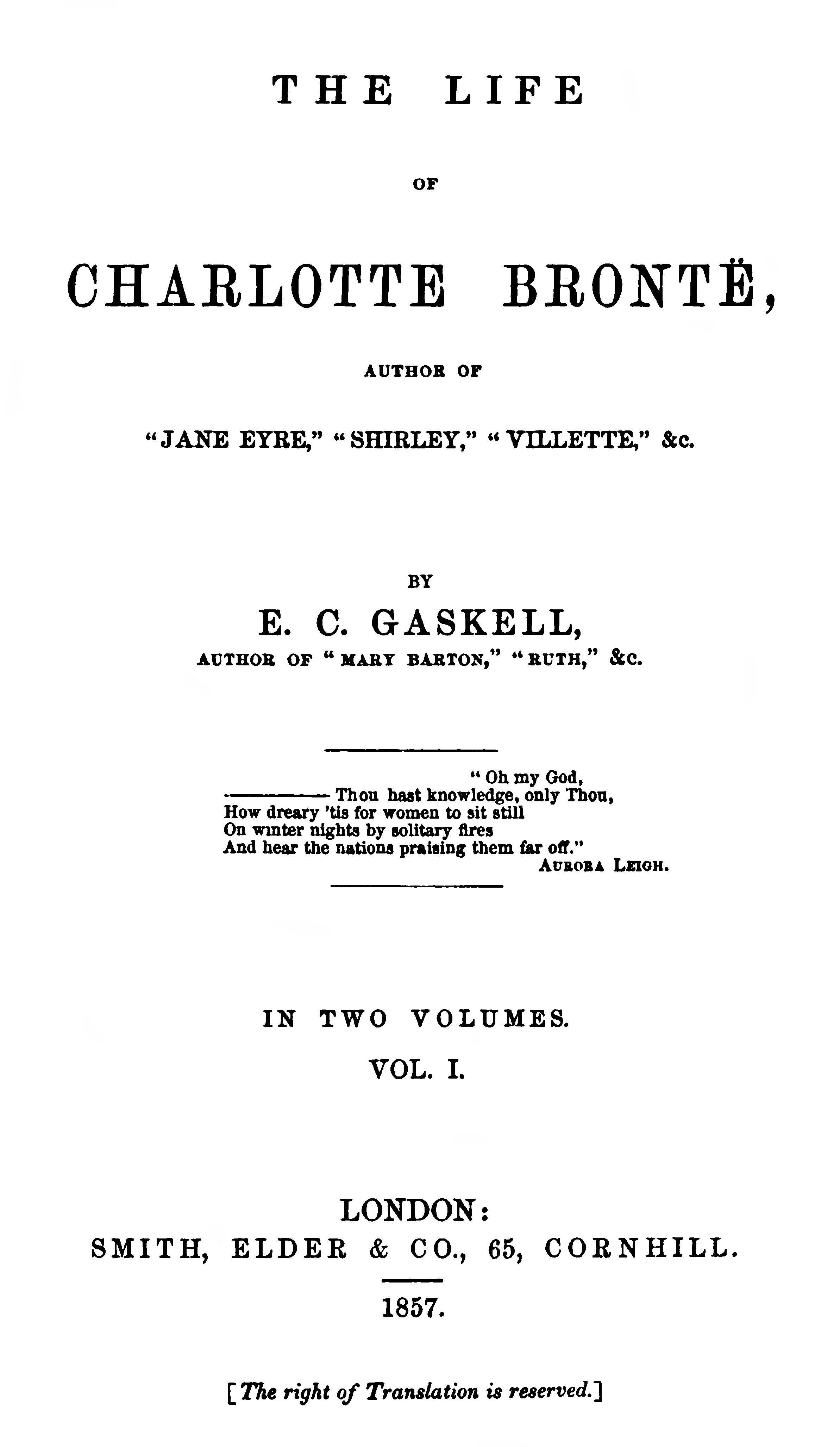
Жизнь Шарлотты Бронте, 1857

«Жизнь Шарлотты Бронте» (англ. «The Life of Charlotte Brontë») — посмертная биография писательницы Шарлотты Бронте, написанная известной романисткой Элизабет Гаскелл. При жизни Шарлотты женщин связывала оживлённая переписка и несколько личных встреч. Первое издание биографии вышло в 1857 году на фирме «Смит и Элдер». Основным источником для написания книги стали тысячи писем, присланные Бронте её подруге Эллен Насси. Несмотря на информативность, биография изобилует неточностями: Патрик Бронте, отец Шарлотты, представлен Гаскелл крайне эксцентричным человеком, которому была свойственна тирания по отношению к своим детям. Подобный образ отца Шарлотты опровергается фактами из его жизни, и после личной просьбы Патрика исправить «маленькие неточности» Элизабет Гаскелл была вынуждена убрать всю непроверенную информацию. В изображении сестёр Шарлотты, Эмили и Энн, а также их брата Бренуэлла Гаскелл также допустила ряд неточностей, которые со временем, на волне популярности биографии, превратились в стереотипы.